# Fernand de Langle de Cary
Fernand de Langle de Cary, francoski general, * 4. julij 1849, † 19. februar 1927.

## Življenjepis
Leta 1869 je vstopil v Francosko kopensko vojsko, pri čemer je bil dodeljen Chasseurs d'Afrique. Med avstrijsko-prusko vojno je bil ranjen in po vojni bil poslan na štabno usposabljanje. Potem je nekaj časa bil predavatelj na vojaški akademiji. Leta 1900 je bil povišan v brigadnega generala in postal poveljnik konjeniške brigade v Alžiriji. Pozneje je bil imenovan tudi za člana Conseil Supérieur de la Guerre.
Ob izbruhu prve svetovne vojne je prevzel poveljstvo nad 4. armado; v ardenski bitki je bil poražen, a se je uspel umakniti in vzpostaviti obrambno linijo. Med drugo bitko za Champagne je bil vrhovni poveljnik francoskih sil; kljub temu da je bila ofenziva neuspešna, je bil decembra 1915 imenovan za poveljnika Centralne armadne skupine. Zaradi nepripravljenosti pri obrambi Verduna med nemško ofenzivo leta 1915 je bil odstranjen iz položaja; uradna utemeljitev je bila zaradi njegove starosti, tako da je bil naslednje leto tudi upokojen.
Umrl je 19. februarja 1927.